# Nurgul Tagayeva
Nurgul Tagayeva (18 de agosto de 1982) es una deportista kazaja que compitió en judo. Ganó una medalla de plata en el Campeonato Asiático de Judo de 2001 en la categoría de –63 kg.

## Palmarés internacional
| Campeonato Asiático | Campeonato Asiático   | Campeonato Asiático | Campeonato Asiático |
| Año                 | Lugar                 | Medalla             | Categoría           |
| ------------------- | --------------------- | ------------------- | ------------------- |
| 2001                | Ulán Bator (Mongolia) | Medalla de plata    | –63 kg              |